# Театр кукол «Золотой кувшин»
Театр кукол «Золотой кувшин» — детский кукольный театр, расположенный в г. Майкоп.

## О театре
Театр кукол «Золотой кувшин» открыт в 1999 году, является структурным подразделением Государственной филармонии Республики Адыгея. В 2018 году театр отыграл 19-й театральный сезон, в репертуаре театра более 50 спектаклей. В театре ставятся пьесы не только классиков драматургии, но и адыгейских авторов.
За год театр играет около 120 спектаклей, за 2016 год аудитория спектаклей составила более 7,6 тысяч зрителей.
В 2018 году на фестивале «Театральное зазеркалье» театр стал победителем в трех номинациях — «Лучший спектакль», «Лучшая режиссура», «Лучшее музыкальное оформление». Кроме того театр стал участником федерального проекта «Большие гастроли для детей и молодежи».

## Руководители
- Художественный руководитель — Народный артист Республики Адыгея Сиюхов Станислав Хаджимусович[2].
- Директор Джолова Лариса Аслановна.
- Первый художественный руководитель Театра кукол — заслуженный деятель искусств РСФСР А. Х. Курашинов.

## Репертуар
- «Тайна снежной королевы» А.Тучкова,
- «Праздник у новогодней елки»,
- «Сказка у камина» Х. К. Андерсена,
- «Оранжевый ёжик» С. Куваева,
- «Принцесса на горошине» Х. К. Андерсена,
- «Али-баба и сорок разбойников»,
- «Солнечный лучик» А. Попэску,
- «Волшебная овечка» Н. Куека,
- «Граф Нулин» (А. С. Пушкина).